# Joseph Szabo
Joseph Szabo (Toledo, 1944) è un fotografo statunitense.

## Biografia
Dopo aver conseguito un master in belle arti presso il Pratt Institute di New York, ha insegnato fotografia in un liceo di Long Island dal 1972 al 1999. Dal 1978 è docente presso l'International Center of Photography a Manhattan. Molti suoi lavori sono ospitati qui, oltre che in collezioni permanenti presso Museum of Modern Art, l'Università Yale, la Biblioteca nazionale di Francia e altri. La maggior parte delle sue opere rappresenta la vita quotidiana dei giovani negli Stati Uniti durante gli anni settanta e ottanta. Una sua fotografia del 1969, Priscilla, costituisce la copertina dell'album Green Mind dei Dinosaur Jr.

## Vita privata
Attualmente risiede ad Amityville, nello Stato di New York, con la moglie Nancy.